# Mariama Khan
Pour les articles homonymes, voir Khan (homonymie).
Mariama Khan (née en 1977 à Brikama) est une poète et réalisatrice gambienne.

## Biographie
Mariama Khan naît à Brikama en 1977. Son père est sénégalais et sa mère gambienne ; il a une autre femme, qui est francophone comme lui. Khan a une sœur, Haddy.
La ville de Brikama a un cinéma, dirigé par un des meilleurs amis de son père : le cinéma est très apprécié, mais fait faillite pendant la crise économique, forçant les habitants à regarder la télévision sénégalaise. Durant son enfance, elle regarde la chaîne sénégalaise RTS et des vidéos amateurs de famille. Elle regarde, en français, les émissions Dallas, Dynastie, Le Prince de Bel-Air, Mademoiselle et le Cosby Show ; en wolof, elle regarde des films pour enfant, toujours sur la chaîne RTS. À la création de la télévision nationale gambienne, elle regarde des films locaux, généralement avec des membres de sa famille, avec son cousin Lamin Camara, ou avec sa meilleure amie de lycée Rebecca Gomez. 
Mariama Khan publie plusieurs poèmes, lui valant une reconnaissance nationale.
Elle travaille pour le gouvernement gambien pendant dix ans et gagne surtout en notoriété quand elle devient secrétaire générale et dirigeante de la fonction publique du pays en 2010. Avant ça, elle est directrice associée de l'unité d'analyse des politiques publiques. Quelques mois plus tard, elle change de poste et est nommée secrétaire permanente du bureau de la gestion du personnel.
Elle étudie le développement international, aux États-Unis jusqu'en 2008.
En 2008, elle réalise les films The Journey up the Hill, Sutura et The Professor. The Journey up the Hill est un documentaire qu'elle crée dans le cadre d'un projet étudiant sur le thème « Enregistrer l'Amérique » à l'université Brandeis. Il retrace le quotidien d'étudiantes étrangères venues aux États-Unis pour leur formation, et en particulier à la Heller School de Brandeis, comme elle,. Son deuxième documentaire, toujours tourné à Brandeis, est The Professor, un film sur son enseignant favori, Henry Felt. Ils discutent souvent de la relation de la Gambie avec Israël, de la vie aux États-Unis et en Afrique, ou encore de leurs différences religieuses (il est juif et Mariama Khan est musulmane), et elle le considère comme son principal mentor. Sutura est un documentaire en wolof commissionné par le centre international pour l'éthique, la justice et la vie publique de Brandeis, en partenariat avec Leigh Swigart, enseignante à Brandeis et gestionnaire de plusieurs programmes : l'association des avocates sénégalaises et le centre de recherches de l'Afrique de l'Ouest basé à Dakar. L'avant-première du film est organisée au Ghana, puis le film est projeté au Sénégal, en Allemagne, aux Pays-Bas, aux États-Unis et en Gambie. Elle reçoit un prix du Fonds des Nations unies pour la population pour ce film, qui s'adresse aux juges sénégalais pour leur parler de justice dans les cas de viol.
L'année suivante, elle réalise Devil's Waters, un documentaire sur l'émigration clandestine en Gambie, en partenariat avec le ministère gambien de la jeunesse et des sports. Il a pour objectif de montrer aux jeunes Gambiens les dangers à émigrer illégalement via le Sahara et la mer Méditerranée.
Elle fonde l'association Documentary Film Initiative pour la Gambie. Cette association promeut la justice sociale et cherche à créer des emplois pour les jeunes dans le monde du documentaire ; l'initiative est intégrée au projet de création d'un institut de formation, le centre Makane Kane pour les arts créatifs. L'organisation ne voit cependant pas le jour en raison de difficultés d'homologation auprès des autorités nationales de la formation. Khan estime ne pas avoir reçu la permission en raison d'un conflit personnel avec le président de la Gambie de l'époque. Mariama Khan elle-même réalise plusieurs films, dont quelques-uns en Gambie, bien qu'elle ne considère pas avoir contribué au cinéma gambien en raison du peu de films qu'elle a tournés dans le pays.
En raison de son conflit avec le président de la Gambie, Khan quitte le pays en 2010. Elle retourne aux États-Unis et enseigne l'histoire et la civilisation africaine au Lehman College à New York,. Elle est également chercheuse, se concentrant sur les relations entre la Gambie et le Sénégal en termes de diplomatie, de culture, de transport, de commerce et de religion. En 2018, elle dit travailler sur un documentaire, Fascinala - Divorce and Human rights in Senegal, qui suivrait différentes expériences de divorce du point de vue de femmes sénégalaises. Elle doit cependant ajourner le projet pour des raisons inconnues.